# Appartamento ad Atene
Appartamento ad Atene è un film del 2012 diretto da Ruggero Dipaola, tratto dal romanzo omonimo di Glenway Wescott.

## Trama
Gli Helianos sono una famiglia nel periodo dell'occupazione nazista della Grecia. Ricevono la visita del capitano Kalter, un arrogante capitano tedesco della Wehrmacht che sta cercando un appartamento dove vivere. Kalter requisisce la stanza migliore e costringe i due coniugi, cui è morto un figlio nella battaglia dell'Olimpo, a sistemarsi sopra una branda pericolante in cucina. Gli altri due figli, che vivono in famiglia, sono provati dalla guerra e dall'occupazione: il piccolo Alex malnutrito e pieno di odio contro i nazisti, rischia continuamente di essere picchiato da Kalter mentre Leda, una bambina leggermente minorata e poco socievole, che manifesta un debole per il tedesco. Nonostante Kalter sia convinto della superiorità assoluta della razza tedesca Helianos sviluppa una sorta di ammirazione per lui. Il greco è troppo preso dalle sue complesse e ampollose idee per rendersi conto del pericolo che corre. Kalter, tornato distrutto da una licenza in Germania, dova ha perso contemporaneamente la moglie e due figli, muta atteggiamento verso la famiglia che lo ospita. Respinge l'affetto della figlia, offre qualche parola più gentile, arriva anche a parlare con Helianos e condividere la sua tragedia, finché il greco fa un passo falso lasciandosi sfuggire una frase che implicitamente accusa il Führer e Mussolini della morte dei giovani. Immediatamente la situazione precipita, Kalter torna il mostro brutale che era: denuncia Helianos e subito dopo si suicida, vinto dalla depressione. In una lettera di commiato cerca però di attribuire la responsabilità della sua morte alla moglie di Helianos, in modo da distruggere completamente la famiglia che lo ha ospitato.

## Produzione
Film ambientato ad Atene durante la seconda guerra mondiale, girato nel 2010: l'interno dell'appartamento è stato ricostruito a Cinecittà e gli esterni sono stati girati a Gravina in Puglia, con la città vecchia trasformata nel quartiere La Plaka di Atene e il Partenone ricostruito sul ciglio della gravina e il Parco dell'Alta Murgia.

## Distribuzione
Il film è uscito il 28 settembre 2012.

## Riconoscimenti
- 2013 - David di Donatello
  - Nomination Miglior costumi a Alessandro Lai
- 2013 - Nastro d'argento
  - Nomination Migliore attrice protagonista a Laura Morante
- 2012 - Globi d'oro
  - Miglior opera prima a Ruggero Dipaola
- 2011 - Festival internazionale del film di Roma
  - Premio Vetrina giovani a Ruggero Dipaola
- 2012 - Phoenix Film Festival
  - Miglior Film a Ruggero Dipaola
  - Miglior Regia a Ruggero Dipaola
- 2012 - Newport Beach Film Festival
  - Miglior Film a Ruggero Dipaola
  - Miglior Attore a Gerasimos Skiadaresīs
  - Miglior Sceneggiatura a Ruggero Dipaola e Heidrun Schleef
  - Miglior Fotografia a Vladan Radovic